# Maciej Gallas
Maciej Gallas – polski śpiewak operowy (tenor) i pedagog, prof. dr hab.

## Życiorys
Jest absolwentem Wydziału Wokalno-Aktorskiego Akademii Muzycznej w Krakowie. Studiował w klasie prof. Ch. Elssnera oraz prof. A. Szybowskiego. Dyplom magisterski uzyskał w 1998 r. Wielokrotnie brał udział w kursach mistrzowskich prowadzonych przez prof. Hanno Blaschke w Monachium.
Zadebiutował partią Tamina w operze W.A. Mozarta Czarodziejski flet w Operze Krakowskiej (1997 r.). Działalność artystyczną realizował współpracując z teatrami operowymi: Operą Krakowską, Operą Śląską oraz Krakowską Operą Kameralną. Istotny rozdział w jego artystycznej biografi zajmowało wykonawstwo muzyki oratoryjno - kantatowej we współpracy z zespołami muzyki dawnej, np.: Concerto Polacco (Warszawa), Arte Dei Suonatori (Poznań), Capella Cracoviensis (Kraków) oraz z zespołami filharmonicznymi (im.in. Białystok, Częstochowa, Katowice, Kraków, Opole, Rzeszów, Wałbrzych, Zabrze). W latach 2004–2014 był solistą Krakowskiej Opery Kameralnej, w tworzeniu której brał czynny udział oraz wystąpił w przedstawieniu inaugurującym jej istnienie, śpiewając Ernesta w operze Don Pasquale G.Donizettiego. Nagrał kilkanaście płyt (m.in.: Franz Schbert - Die schöne Müllerin, Carl Orff - Carmina Burana, W.A.Mozart - Requiem d - moll, J.Elssner - Msza koronacyjna op. 51, Marek Stachowski - Amoretti). Występował na renomowanych festiwalach muzycznych w kraju i za granicą. 
Od 2004 roku zajmuje się działalnością pedagogiczną. Jego wychowankowie zdobywali laury w następujących konkursach wokalnych:
- Konkurs Wokalny im. M.Karłowicza w Katowicach,
- Ogólnopolski Konkurs Młodych Wokalistów im. S.Woytowicz w Jaśle,
- Ogólnopolski Konkurs Wokalny im. B.Kostrzewskiej w Rzeszowie,
- Ogólnopolski Konkurs Wokalny im. L.Różyckiego w Gliwicach,
- Konkurs Wokalny im. M.Karłowicza w Krakowie,
- Ogólnopolski Konkurs Wokalny im. F.Platówny we Wrocławiu,
- Ogólnopolski Konkurs Wokalny im. K.Jamroz w Kielcach

W 2004 roku uzyskał stopień doktora a w 2014 r. habilitację w dyscyplinie artystycznej: wokalistyka, w Akademii Muzycznej im. K.Szymanowskiego w Katowicach. W 2022 uzyskał tytuł naukowy profesora sztuki. Jest pracownikiem naukowo-dydaktycznym Instytutu Muzyki Uniwersytetu Rzeszowskiego. Od 2011 roku prowadzi również klasę śpiewu solowego na Wydziale Wokalno-Aktorskim Akademii Muzycznej w Krakowie. Jest autorem monografii oraz artykułów naukowych z zakresu pedagogiki wokalnej oraz wykonawstwa wokalnego.